# Jean Pierre Bachasson de Montalivet

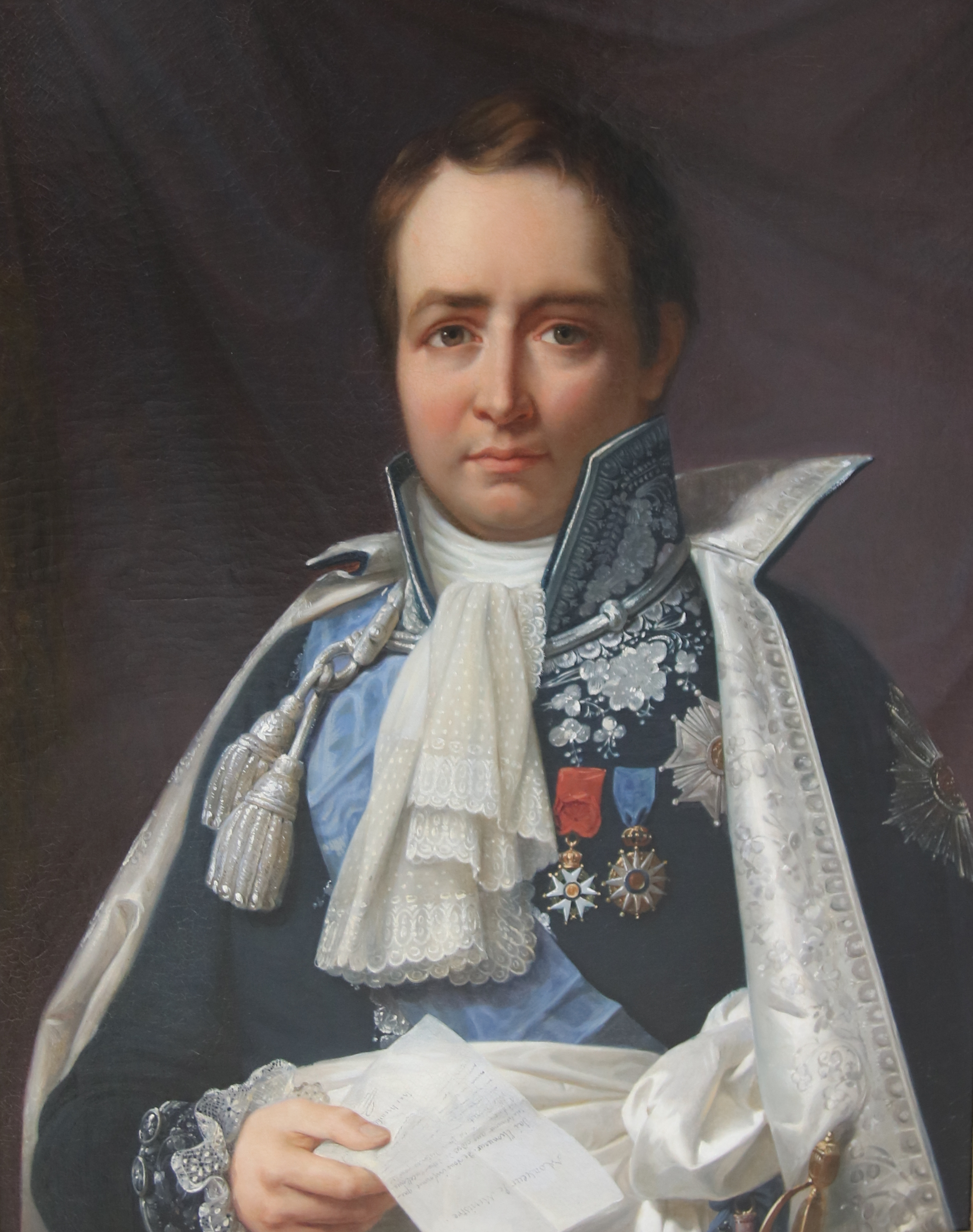
Jean Pierre Bachasson, greve av Montalivet.

Jean Pierre Bachasson de Montalivet, född 5 juli 1766, död 22 januari 1823, var en fransk greve och politiker. Han var gift med Adélaïde de Saint-Germain och far till Camille Bachasson de Montalivet.
Montalivet blev parlamentsråd i Grenoble 1785, ingick som frivillig i armén 1794 och utnämndes av Napoleon Bonaparte till prefekt 1801. Han blev senare statsråd och var 1809-14 inrikesminister Under de hundra dagarna blev han pär 2 juni 1815. Åter pär 1819 slöt han sig till det konstitutionella partiet.